# Корона (Кельці)
«Корона Кельці» (пол. Korona Kielce) — професіональний польський футбольний клуб з міста Кельців.

## Історія
Колишні назви:
- 10.07.1973: КСС Корона Кельці (пол. KSS [Kieleckie Stowarzyszenie Sportowe] Korona Kielce)
- 1980: МКС Корона Кельці (пол. MKS [Międzyzakładowy Klub Sportowy] Korona Kielce)
- 1993: МКС СФ Корона Кельці (пол. MKS SF [Miejski KS Sekcja Futbolowa] Korona Kielce)
- 1996: МКС СФ Корона Ніда Гіпс Кельці (пол. MKS SF Korona Nida Gips Kielce)
- 2000: ККП Корона Кельці (пол. KKP [Kielecki Klub Piłkarski] Korona Kielce)
- 08.2002: ККП Кольпортер Корона Кельці (пол. KKP Kolporter Korona Kielce)
- 08.2003: ССА Кольпортер Корона Кельці (пол. SSA [Sportowa Spółka Akcyjna] Kolporter Korona Kielce)
- 2007: СА Кольпортер Корона Кельці (пол. SA [Spółka Akcyjna] Kolporter Korona Kielce)
- 01.07.2008: МКС Корона Кельці ССА (пол. MKS Korona Kielce SA)

10 липня 1973 року відбулося об'єднання клубів «Іскра Кельці» і «СГЛ Кельці», у результаті чого був організований клуб, який отримав назву «„Корона“ Кельці». У 1996 році у назві клубу була додана назва спонсору «Ніда Гіпс». Але після того, як спонсор залишив команду, повернув свою сучасну назву. У 2000 році відбулося об'єднання з клубом «Блакитні Кельці». У серпні 2002 року до клубу прийшов міцний спонсор «Кольпортер» і клуб змінив назву на «Кольпортер Корона Кельці». У 2005 році клуб дебютував у І лізі, у якій виступає дотепер, за винятком сезону 2008/2009, коли був дисциплінарно переведений до нижчої ліги за участь в корупційній афері. У 2007 році команда дійшла до фіналу Кубку Польщі. У 2008 році спонсор відмовився від подальшого фінансування і клуб повернув історичну назву «Корона Кельці».

## Титули та досягнення
- Чемпіонат Польщі:
  - 5 місце (2): 2006, 2012
- Кубок Польщі:
  - фіналіст (1): 2007
- Кубок Ліги Польщі:
  - 1/4 фіналу (1): 2007

## Основний склад
Станом на 1 лютого 2016
| №  | Поз. | Нац.                 | Гравець                |
| -- | ---- | -------------------- | ---------------------- |
| 1  | ВР   | Польща               | Збігнєв Малковський    |
| 2  | ЗХ   | Польща               | Каміль Сильвестрчак    |
| 2  | ЗХ   | Канада               | Чарлі Траффорд         |
| 5  | ПЗ   | Україна              | Сергій Пилипчук        |
| 6  | ПЗ   | Сербія               | Ваня Маркович          |
| 7  | ПЗ   | Польща               | Марцін Цебуля          |
| 8  | ПЗ   | Боснія і Герцеговина | Властімір Йованович    |
| 9  | НП   | Польща               | Пшемислав Тритко       |
| 10 | ПЗ   | Польща               | Бартоломей Павловський |
| 11 | НП   | Польща               | Томаш Заяц             |
| 12 | ВР   | Польща               | Даріуш Треля           |
| 13 | ЗХ   | Польща               | Кржиштоф Кєрч          |
| 14 | ЗХ   | Польща               | Пйотр Рогала           |
| 15 | ПЗ   | Польща               | Лукаш Сєрпина          |
| 17 | ПЗ   | Польща               | Мацей Залєцький        |
| 18 | НП   | Іспанія              | Аірам Лопез Кабрера    |
| 19 | ПЗ   | Марокко              | Набіл Аанкур           |
| 21 | ПЗ   | Польща               | Якуб Котажевський      |

| №  | Поз. | Нац.     | Гравець                      |
| -- | ---- | -------- | ---------------------------- |
| 22 | ЗХ   | Польща   | Каміль Кобрин                |
| 23 | ЗХ   | Польща   | Мацей Вілюш                  |
| 24 | ЗХ   | Польща   | Бартломей Смолярчик          |
| 27 | ЗХ   | Польща   | Рафал Кржелак                |
| 28 | ЗХ   | Латвія   | Владиславс Габовс            |
| 29 | ПЗ   | Польща   | Павел Соболевський           |
| 30 | ЗХ   | Польща   | Міхал Вржеснєвський          |
| 32 | ЗХ   | Чехія    | Радек Деймек                 |
| 39 | ПЗ   | Польща   | Бартош Квєцєн                |
| 56 | НП   | Польща   | Губерт Ласковський           |
| 77 | НП   | Польща   | Міхал Пшибила                |
| 87 | НП   | Латвія   | Александрс Фертовс           |
| 97 | НП   | Польща   | Артур Мажец                  |
| ?  | ПЗ   | Польща   | Матеуш Буклат                |
| ?  | ЗХ   | Білорусь | Дмитро Миколайович Верховцов |
| ?  | ВР   | Польща   | Леонід Отченашенко           |
| ?  | ЗХ   | Польща   | Адріан Беднарський           |
| ?  | ЗХ   | Польща   | Міхал Мокшицький             |